# أولاد يعلى (أولادابراهيم الغربيين)
أولاد يعلى هو دُوَّار يقع بجماعة بئر مزوي، إقليم خريبكة، جهة بني ملال خنيفرة في المملكة المغربية. ينتمي الدوّار لمشيخة أولادابراهيم الغربيين التي تضم 3 دواوير. يقدر عدد سكانه بـ 769 نسمة حسب الإحصاء الرسمي للسكان والسكنى لسنة 2004.

## روابط خارجية
- البوابة الوطنية للجماعات الترابية
- المندوبية السامية للتخطيط